# Верніо (провінція Прато)
Верніо (італ. Vernio) — муніципалітет в Італії, у регіоні Тоскана,  провінція Прато.
Верніо розташоване на відстані близько 270 км на північний захід від Рима, 31 км на північ від Флоренції, 20 км на північ від Прато.
Населення — 6072 особи (2014).
Щорічний фестиваль відбувається 6 листопада. Покровитель — san Leonardo di Noblac.

## Демографія
Населення за роками:

Станом на 1 січня 2023 року в муніципалітеті офіційно проживало 620 іноземців з 47 країн, серед них 133 громадяни країн Євросоюзу та 15 громадян України.

## Сусідні муніципалітети
- Барберино-ді-Муджелло
- Камуньяно
- Кантагалло
- Кастільйоне-дей-Пеполі